# Tour de Catalogne 2016
La 96e édition du Tour de Catalogne a eu lieu du 21 au 27 mars 2016. C'est la cinquième épreuve de l'UCI World Tour 2016.
L'épreuve a été remportée par le Colombien Nairo Quintana (Movistar) qui s'impose sept secondes devant l'Espagnol Alberto Contador (Tinkoff) et 17 secondes devant le vainqueur de la troisième étape l'Irlandais Daniel Martin (Etixx-Quick Step).
Le Belge Thomas De Gendt (Lotto-Soudal), lauréat de la quatrième étape, s'adjuge le classement de la montagne ainsi que celui des sprints. Le Britannique Hugh Carthy (Caja Rural-Seguros RGA) finit meilleur jeune et la formation américaine BMC Racing termine meilleure équipe.

## Présentation

### Parcours
Comme de coutume, cette édition comprend sept étapes, qui sont toutes des courses en ligne, sans contre-la-montre. La première tout comme la deuxième étapes sont très modérément vallonnées et favorisent les sprinteurs. Les troisième et quatrième étapes ont leur arrivée au sommet d'un col. La troisième étape se termine sur la montée de La Molina, et la quatrième arrive à Port Ainé. La cinquième étape comprend une montée peu avant l'arrivée, donnant une occasion aux coureurs d'attaquer, avant une autre étape de plaine lors de la sixième étape. La dernière étape se termine sur un circuit vallonné à Barcelone.
À la suite de l'annulation des étapes de montagne à la fois sur Paris-Nice et Tirreno-Adriatico dans les semaines précédentes, il y a une certaine inquiétude avant le début de la course que la course pourrait également être affectée par la neige. Cela est particulièrement vraie pour l'arrivée à Port Ainé, où il y a 75 centimètres de neige sur les pistes de ski voisines.

### Équipes
En tant qu'épreuve World Tour, les dix-huit WorldTeams participent à la course. L'organisateur a communiqué une liste de sept équipes invitées le 29 janvier 2016 avant que la formation suisse Roth ne décide de ne pas participer à la course.
Vingt-quatre équipes participent à ce Tour de Catalogne - dix-huit WorldTeams et six équipes continentales professionnelles :
| UCI WorldTeams   | UCI WorldTeams | UCI WorldTeams |
| Nom de l'équipe  | Pays           | Code           |
| ---------------- | -------------- | -------------- |
| AG2R La Mondiale | France         | ALM            |
| Astana           | Kazakhstan     | AST            |
| BMC Racing       | États-Unis     | BMC            |
| Cannondale       | États-Unis     | CPT            |
| Dimension Data   | Afrique du Sud | DDD            |
| Etixx-Quick Step | Belgique       | EQS            |
| FDJ              | France         | FDJ            |
| Giant-Alpecin    | Allemagne      | TGA            |
| IAM              | Suisse         | IAM            |
| Katusha          | Russie         | KAT            |
| Lampre-Merida    | Italie         | LAM            |
| Lotto NL-Jumbo   | Pays-Bas       | TLJ            |
| Lotto-Soudal     | Belgique       | LTS            |
| Movistar         | Espagne        | MOV            |
| Orica-GreenEDGE  | Australie      | OGE            |
| Sky              | Royaume-Uni    | SKY            |
| Tinkoff          | Russie         | TNK            |
| Trek-Segafredo   | États-Unis     | TFS            |

| Équipes continentales professionnelles | Équipes continentales professionnelles | Équipes continentales professionnelles |
| Nom de l'équipe                        | Pays                                   | Code                                   |
| -------------------------------------- | -------------------------------------- | -------------------------------------- |
| Caja Rural-Seguros RGA                 | Espagne                                | CJR                                    |
| CCC Sprandi Polkowice                  | Pologne                                | CCC                                    |
| Cofidis                                | France                                 | COF                                    |
| Roompot-Oranje Peloton                 | Pays-Bas                               | ROP                                    |
| Verva ActiveJet                        | Pologne                                | VAT                                    |
| Wanty-Groupe Gobert                    | Belgique                               | WGG                                    |

### Favoris

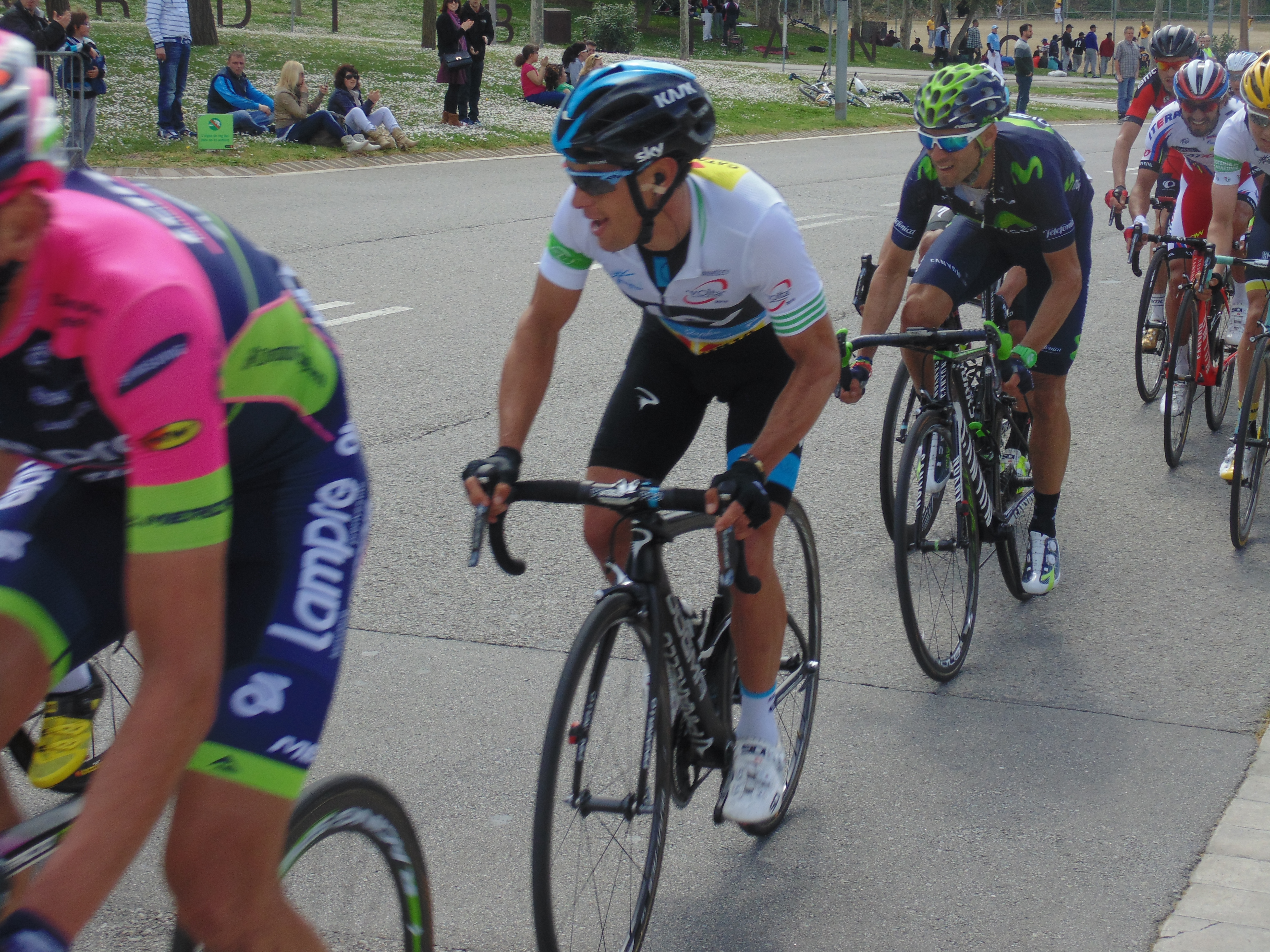
Richie Porte (BMC Racing), lors de l'édition 2015 qu'il a remportée, est l'un des favoris pour la victoire finale.

Le profil montagneux de la course avantage les grimpeurs et les coureurs par étapes. Au départ, plusieurs coureurs sont cités parmi les favoris, notamment le Colombien Nairo Quintana (Movistar), l'Espagnol Alberto Contador (Tinkoff) récent deuxième de Paris-Nice, le Britannique Christopher Froome (Sky) ou le tenant du titre l'Australien Richie Porte (BMC Racing). Les autres prétendants sont le Français Romain Bardet (AG2R La Mondiale), le vainqueur du dernier Paris-Nice le Britannique Geraint Thomas (Sky), l'Américain Tejay van Garderen (BMC Racing), le double vainqueur en 2010 et 2014 l'Espagnol Joaquim Rodríguez (Katusha) et son coéquipier le Russe Ilnur Zakarin, ainsi que l'Irlandais Daniel Martin (Etixx-Quick Step), vainqueur en 2013,.
Avec trois étapes moins difficiles, les sprinteurs et les puncheurs sont également présents au départ pour viser les victoires d'étapes. Le Britannique Ben Swift (Sky) récent deuxième de Milan-San Remo et le Français Nacer Bouhanni (Cofidis) revanchard après son problème mécanique lors du sprint final de cette même classique italienne, sont les coureurs les plus rapides au départ. D'autres coureurs peuvent prétendre à la victoire d'étape, comme l'Australien Simon Gerrans (Orica-GreenEDGE), l'Italien Davide Cimolai (Lampre-Merida) et le Belge Gianni Meersman (Etixx-Quick Step).

## Étapes
| Étape     | Date    | Villes étapes                          | type                      | Distance (km) | Vainqueur d'étape | Leader du classement général |
| --------- | ------- | -------------------------------------- | ------------------------- | ------------- | ----------------- | ---------------------------- |
| 1re étape | 21 mars | Calella – Calella                      | étape vallonnée           | 175,8         | Nacer Bouhanni    | Nacer Bouhanni               |
| 2e étape  | 22 mars | Mataró – Olot                          | étape vallonnée           | 178,7         | Nacer Bouhanni    | Nacer Bouhanni               |
| 3e étape  | 23 mars | Gérone – La Molina                     | étape de montagne         | 172,1         | Dan Martin        | Dan Martin                   |
| 4e étape  | 24 mars | Bagà – Port Ainé                       | étape de montagne         | 172,2         | Thomas De Gendt   | Nairo Quintana               |
| 5e étape  | 25 mars | Rialp – Valls                          | étape de moyenne montagne | 187,2         | Wout Poels        | Nairo Quintana               |
| 6e étape  | 26 mars | Sant Joan Despí – Vilanova i la Geltrú | étape de plaine           | 197,2         | Davide Cimolai    | Nairo Quintana               |
| 7e étape  | 27 mars | Barcelone – Montjuïc                   | étape vallonnée           | 136,4         | Alexey Tsatevitch | Nairo Quintana               |

## Déroulement de la course

### 1reétape
| Classement de l'étape | Classement de l'étape | Classement de l'étape | Classement de l'étape  | Classement de l'étape |
|                       | Coureur               | Pays                  | Équipe                 | Temps                 |
| --------------------- | --------------------- | --------------------- | ---------------------- | --------------------- |
| 1er                   | Nacer Bouhanni        | France                | Cofidis                | en 4 h 28 min 51 s    |
| 2e                    | Ben Swift             | Royaume-Uni           | Sky                    | m.t                   |
| 3e                    | Daryl Impey           | Afrique du Sud        | Orica-GreenEDGE        | m.t                   |
| 4e                    | Enrico Gasparotto     | Italie                | Wanty-Groupe Gobert    | m.t                   |
| 5e                    | Alexey Tsatevitch     | Russie                | Katusha                | m.t                   |
| 6e                    | Carlos Barbero        | Espagne               | Caja Rural-Seguros RGA | m.t                   |
| 7e                    | Jordi Simón           | Espagne               | Verva ActiveJet        | m.t                   |
| 8e                    | Kévin Réza            | France                | FDJ                    | m.t                   |
| 9e                    | Eduard Prades         | Espagne               | Caja Rural-Seguros RGA | m.t                   |
| 10e                   | Georg Preidler        | Autriche              | Giant-Alpecin          | m.t                   |
| modifier              |                       |                       |                        |                       |

| Classement général | Classement général      | Classement général | Classement général     | Classement général |
|                    | Coureur                 | Pays               | Équipe                 | Temps              |
| ------------------ | ----------------------- | ------------------ | ---------------------- | ------------------ |
| 1er                | Nacer Bouhanni          | France             | Cofidis                | en 4 h 28 min 41 s |
| 2e                 | Ben Swift               | Royaume-Uni        | Sky                    | + 4 s              |
| 3e                 | Daryl Impey             | Afrique du Sud     | Orica-GreenEDGE        | + 6 s              |
| 4e                 | Louis Vervaeke          | Belgique           | Lotto-Soudal           | + 7 s              |
| 5e                 | Javier Moreno           | Espagne            | Movistar               | + 8 s              |
| 6e                 | Rubén Fernández Andújar | Espagne            | Movistar               | + 9 s              |
| 7e                 | Cameron Meyer           | Australie          | Dimension Data         | + 9 s              |
| 8e                 | Enrico Gasparotto       | Italie             | Wanty-Groupe Gobert    | + 10 s             |
| 9e                 | Alexey Tsatevitch       | Russie             | Katusha                | + 10 s             |
| 10e                | Carlos Barbero          | Espagne            | Caja Rural-Seguros RGA | + 10 s             |
| modifier           |                         |                    |                        |                    |

### 2eétape
| Classement de l'étape | Classement de l'étape | Classement de l'étape | Classement de l'étape  | Classement de l'étape |
|                       | Coureur               | Pays                  | Équipe                 | Temps                 |
| --------------------- | --------------------- | --------------------- | ---------------------- | --------------------- |
| 1er                   | Nacer Bouhanni        | France                | Cofidis                | en 4 h 39 min 10 s    |
| 2e                    | Gianni Meersman       | Belgique              | Etixx-Quick Step       | m.t                   |
| 3e                    | Philippe Gilbert      | Belgique              | BMC Racing             | m.t                   |
| 4e                    | Alexey Tsatevitch     | Russie                | Katusha                | m.t                   |
| 5e                    | Carlos Barbero        | Espagne               | Caja Rural-Seguros RGA | m.t                   |
| 6e                    | Kiel Reijnen          | États-Unis            | Trek-Segafredo         | m.t                   |
| 7e                    | Enrico Gasparotto     | Italie                | Wanty-Groupe Gobert    | m.t                   |
| 8e                    | Jonas Van Genechten   | Belgique              | IAM                    | m.t                   |
| 9e                    | Paweł Franczak        | Pologne               | Verva ActiveJet        | m.t                   |
| 10e                   | Kévin Réza            | France                | FDJ                    | m.t                   |
| modifier              |                       |                       |                        |                       |

| Classement général | Classement général      | Classement général | Classement général | Classement général |
|                    | Coureur                 | Pays               | Équipe             | Temps              |
| ------------------ | ----------------------- | ------------------ | ------------------ | ------------------ |
| 1er                | Nacer Bouhanni          | France             | Cofidis            | en 9 h 7 min 41 s  |
| 2e                 | Ben Swift               | Royaume-Uni        | Sky                | + 14 s             |
| 3e                 | Thomas De Gendt         | Belgique           | Lotto-Soudal       | + 14 s             |
| 4e                 | Daryl Impey             | Afrique du Sud     | Orica-GreenEDGE    | + 16 s             |
| 5e                 | Philippe Gilbert        | Belgique           | BMC Racing         | + 16 s             |
| 6e                 | Maxime Bouet            | France             | Etixx-Quick Step   | + 16 s             |
| 7e                 | Louis Vervaeke          | Belgique           | Lotto-Soudal       | + 17 s             |
| 8e                 | Javier Moreno           | Espagne            | Movistar           | + 18 s             |
| 9e                 | Rubén Fernández Andújar | Espagne            | Movistar           | + 19 s             |
| 10e                | Alexey Tsatevitch       | Russie             | Katusha            | + 20 s             |
| modifier           |                         |                    |                    |                    |

### 3eétape
| Classement de l'étape | Classement de l'étape | Classement de l'étape | Classement de l'étape  | Classement de l'étape |
|                       | Coureur               | Pays                  | Équipe                 | Temps                 |
| --------------------- | --------------------- | --------------------- | ---------------------- | --------------------- |
| 1er                   | Daniel Martin         | Irlande               | Etixx-Quick Step       | en 5 h 0 min 27 s     |
| 2e                    | Alberto Contador      | Espagne               | Tinkoff                | + 2 s                 |
| 3e                    | Romain Bardet         | France                | AG2R La Mondiale       | + 2 s                 |
| 4e                    | Tejay van Garderen    | États-Unis            | BMC Racing             | + 2 s                 |
| 5e                    | Richie Porte          | Australie             | BMC Racing             | + 9 s                 |
| 6e                    | Nairo Quintana        | Colombie              | Movistar               | + 9 s                 |
| 7e                    | Davide Formolo        | Italie                | Cannondale             | + 11 s                |
| 8e                    | Ilnur Zakarin         | Russie                | Katusha                | + 12 s                |
| 9e                    | Christopher Froome    | Royaume-Uni           | Sky                    | + 12 s                |
| 10e                   | Hugh Carthy           | Royaume-Uni           | Caja Rural-Seguros RGA | + 18 s                |
| modifier              |                       |                       |                        |                       |

| Classement général | Classement général | Classement général | Classement général | Classement général |
|                    | Coureur            | Pays               | Équipe             | Temps              |
| ------------------ | ------------------ | ------------------ | ------------------ | ------------------ |
| 1er                | Daniel Martin      | Irlande            | Etixx-Quick Step   | en 14 h 8 min 18 s |
| 2e                 | Alberto Contador   | Espagne            | Tinkoff            | + 6 s              |
| 3e                 | Romain Bardet      | France             | AG2R La Mondiale   | + 8 s              |
| 4e                 | Tejay van Garderen | États-Unis         | BMC Racing         | + 12 s             |
| 5e                 | Nairo Quintana     | Colombie           | Movistar           | + 19 s             |
| 6e                 | Richie Porte       | Australie          | BMC Racing         | + 19 s             |
| 7e                 | Davide Formolo     | Italie             | Cannondale         | + 21 s             |
| 8e                 | Christopher Froome | Royaume-Uni        | Sky                | + 22 s             |
| 9e                 | Ilnur Zakarin      | Russie             | Katusha            | + 22 s             |
| 10e                | Geraint Thomas     | Royaume-Uni        | Sky                | + 28 s             |
| modifier           |                    |                    |                    |                    |

### 4eétape
| Classement de l'étape | Classement de l'étape | Classement de l'étape | Classement de l'étape  | Classement de l'étape |
|                       | Coureur               | Pays                  | Équipe                 | Temps                 |
| --------------------- | --------------------- | --------------------- | ---------------------- | --------------------- |
| 1er                   | Thomas De Gendt       | Belgique              | Lotto-Soudal           | en 4 h 52 min 4 s     |
| 2e                    | Nairo Quintana        | Colombie              | Movistar               | + 1 min 8 s           |
| 3e                    | Richie Porte          | Australie             | BMC Racing             | + 1 min 23 s          |
| 4e                    | Alberto Contador      | Espagne               | Tinkoff                | + 1 min 23 s          |
| 5e                    | Tejay van Garderen    | États-Unis            | Movistar               | + 1 min 36 s          |
| 6e                    | Pieter Weening        | Pays-Bas              | Roompot-Oranje Peloton | + 1 min 36 s          |
| 7e                    | Ilnur Zakarin         | Russie                | Katusha                | + 1 min 41 s          |
| 8e                    | Christopher Froome    | Royaume-Uni           | Sky                    | + 1 min 45 s          |
| 9e                    | Romain Bardet         | France                | AG2R La Mondiale       | + 1 min 45 s          |
| 10e                   | Daniel Martin         | Irlande               | Etixx-Quick Step       | + 1 min 45 s          |
| modifier              |                       |                       |                        |                       |

| Classement général | Classement général | Classement général | Classement général     | Classement général |
|                    | Coureur            | Pays               | Équipe                 | Temps              |
| ------------------ | ------------------ | ------------------ | ---------------------- | ------------------ |
| 1er                | Nairo Quintana     | Colombie           | Movistar               | en 19 h 1 min 43 s |
| 2e                 | Alberto Contador   | Espagne            | Tinkoff                | + 8 s              |
| 3e                 | Richie Porte       | Australie          | BMC Racing             | + 17 s             |
| 4e                 | Daniel Martin      | Irlande            | Etixx-Quick Step       | + 24 s             |
| 5e                 | Tejay van Garderen | États-Unis         | BMC Racing             | + 27 s             |
| 6e                 | Romain Bardet      | France             | AG2R La Mondiale       | + 32 s             |
| 7e                 | Ilnur Zakarin      | Russie             | Katusha                | + 42 s             |
| 8e                 | Christopher Froome | Royaume-Uni        | Sky                    | + 46 s             |
| 9e                 | Hugh Carthy        | Royaume-Uni        | Caja Rural-Seguros RGA | + 1 min 1 s        |
| 10e                | Rigoberto Urán     | Colombie           | Cannondale             | + 1 min 16 s       |
| modifier           |                    |                    |                        |                    |

### 5eétape
| Classement de l'étape | Classement de l'étape | Classement de l'étape | Classement de l'étape | Classement de l'étape |
|                       | Coureur               | Pays                  | Équipe                | Temps                 |
| --------------------- | --------------------- | --------------------- | --------------------- | --------------------- |
| 1er                   | Wout Poels            | Pays-Bas              | Sky                   | en 3 h 59 min 3 s     |
| 2e                    | Dario Cataldo         | Italie                | Astana                | + 11 s                |
| 3e                    | Gaëtan Bille          | Belgique              | Wanty-Groupe Gobert   | + 11 s                |
| 4e                    | Kanstantsin Siutsou   | Biélorussie           | Dimension Data        | + 11 s                |
| 5e                    | Carlos Verona         | Espagne               | Etixx-Quick Step      | + 13 s                |
| 6e                    | Simon Gerrans         | Australie             | Orica-GreenEDGE       | + 33 s                |
| 7e                    | Alexey Tsatevitch     | Russie                | Katusha               | + 33 s                |
| 8e                    | Enrico Gasparotto     | Italie                | Wanty-Groupe Gobert   | + 33 s                |
| 9e                    | Davide Cimolai        | Italie                | Lampre-Merida         | + 33 s                |
| 10e                   | Ben Swift             | Royaume-Uni           | Sky                   | + 33 s                |
| modifier              |                       |                       |                       |                       |

| Classement général | Classement général | Classement général | Classement général     | Classement général |
|                    | Coureur            | Pays               | Équipe                 | Temps              |
| ------------------ | ------------------ | ------------------ | ---------------------- | ------------------ |
| 1er                | Nairo Quintana     | Colombie           | Movistar               | en 23 h 1 min 19 s |
| 2e                 | Alberto Contador   | Espagne            | Tinkoff                | + 7 s              |
| 3e                 | Richie Porte       | Australie          | BMC Racing             | + 17 s             |
| 4e                 | Daniel Martin      | Irlande            | Etixx-Quick Step       | + 21 s             |
| 5e                 | Tejay van Garderen | États-Unis         | BMC Racing             | + 27 s             |
| 6e                 | Romain Bardet      | France             | AG2R La Mondiale       | + 32 s             |
| 7e                 | Ilnur Zakarin      | Russie             | Katusha                | + 42 s             |
| 8e                 | Christopher Froome | Royaume-Uni        | Sky                    | + 46 s             |
| 9e                 | Hugh Carthy        | Royaume-Uni        | Caja Rural-Seguros RGA | + 1 min 1 s        |
| 10e                | Rigoberto Urán     | Colombie           | Cannondale             | + 1 min 16 s       |
| modifier           |                    |                    |                        |                    |

### 6eétape
| Classement de l'étape | Classement de l'étape | Classement de l'étape | Classement de l'étape | Classement de l'étape |
|                       | Coureur               | Pays                  | Équipe                | Temps                 |
| --------------------- | --------------------- | --------------------- | --------------------- | --------------------- |
| 1er                   | Davide Cimolai        | Italie                | Lampre-Merida         | en 4 h 35 min 13 s    |
| 2e                    | Nikias Arndt          | Allemagne             | Giant-Alpecin         | m.t                   |
| 3e                    | Tosh Van der Sande    | Belgique              | Lotto-Soudal          | m.t                   |
| 4e                    | Simon Gerrans         | Australie             | Orica-GreenEDGE       | m.t                   |
| 5e                    | Daryl Impey           | Afrique du Sud        | Orica-GreenEDGE       | m.t                   |
| 6e                    | Petr Vakoč            | Tchéquie              | Etixx-Quick Step      | m.t                   |
| 7e                    | Alexey Tsatevitch     | Russie                | Katusha               | m.t                   |
| 8e                    | Jonas Van Genechten   | Belgique              | IAM                   | m.t                   |
| 9e                    | Bert-Jan Lindeman     | Pays-Bas              | Lotto NL-Jumbo        | m.t                   |
| 10e                   | Lorrenzo Manzin       | France                | FDJ                   | m.t                   |
| modifier              |                       |                       |                       |                       |

| Classement général | Classement général | Classement général | Classement général     | Classement général  |
|                    | Coureur            | Pays               | Équipe                 | Temps               |
| ------------------ | ------------------ | ------------------ | ---------------------- | ------------------- |
| 1er                | Nairo Quintana     | Colombie           | Movistar               | en 27 h 36 min 32 s |
| 2e                 | Alberto Contador   | Espagne            | Tinkoff                | + 7 s               |
| 3e                 | Richie Porte       | Australie          | BMC Racing             | + 17 s              |
| 4e                 | Daniel Martin      | Irlande            | Etixx-Quick Step       | + 18 s              |
| 5e                 | Tejay van Garderen | États-Unis         | BMC Racing             | + 27 s              |
| 6e                 | Romain Bardet      | France             | AG2R La Mondiale       | + 31 s              |
| 7e                 | Ilnur Zakarin      | Russie             | Katusha                | + 42 s              |
| 8e                 | Christopher Froome | Royaume-Uni        | Sky                    | + 46 s              |
| 9e                 | Hugh Carthy        | Royaume-Uni        | Caja Rural-Seguros RGA | + 1 min 1 s         |
| 10e                | Rigoberto Urán     | Colombie           | Cannondale             | + 1 min 16 s        |
| modifier           |                    |                    |                        |                     |

### 7eétape
| Classement de l'étape | Classement de l'étape | Classement de l'étape | Classement de l'étape  | Classement de l'étape |
|                       | Coureur               | Pays                  | Équipe                 | Temps                 |
| --------------------- | --------------------- | --------------------- | ---------------------- | --------------------- |
| 1er                   | Alexey Tsatevitch     | Russie                | Katusha                | en 3 h 13 min 33 s    |
| 2e                    | Primož Roglič         | Slovénie              | Lotto NL-Jumbo         | + 0 s                 |
| 3e                    | Jarlinson Pantano     | Colombie              | IAM                    | + 14 s                |
| 4e                    | Wout Poels            | Pays-Bas              | Sky                    | + 14 s                |
| 5e                    | Daryl Impey           | Afrique du Sud        | Orica-GreenEDGE        | + 14 s                |
| 6e                    | Rigoberto Urán        | Colombie              | Cannondale             | + 14 s                |
| 7e                    | Rudy Molard           | France                | Cofidis                | + 14 s                |
| 8e                    | Romain Bardet         | France                | AG2R La Mondiale       | + 14 s                |
| 9e                    | Enrico Gasparotto     | Italie                | Wanty-Groupe Gobert    | + 14 s                |
| 10e                   | Carlos Barbero        | Espagne               | Caja Rural-Seguros RGA | + 14 s                |
| modifier              |                       |                       |                        |                       |

## Classements finals

### Classement général final
| Classement général final | Classement général final | Classement général final | Classement général final | Classement général final |
|                          | Coureur                  | Pays                     | Équipe                   | Temps                    |
| ------------------------ | ------------------------ | ------------------------ | ------------------------ | ------------------------ |
| 1er                      | Nairo Quintana           | Colombie                 | Movistar                 | en 30 h 50 min 19 s      |
| 2e                       | Alberto Contador         | Espagne                  | Tinkoff                  | + 7 s                    |
| 3e                       | Daniel Martin            | Irlande                  | Etixx-Quick Step         | + 17 s                   |
| 4e                       | Richie Porte             | Australie                | BMC Racing               | + 17 s                   |
| 5e                       | Tejay van Garderen       | États-Unis               | BMC Racing               | + 27 s                   |
| 6e                       | Romain Bardet            | France                   | AG2R La Mondiale         | + 31 s                   |
| 7e                       | Ilnur Zakarin            | Russie                   | Katusha                  | + 42 s                   |
| 8e                       | Christopher Froome       | Royaume-Uni              | Sky                      | + 46 s                   |
| 9e                       | Hugh Carthy              | Royaume-Uni              | Caja Rural-Seguros RGA   | + 1 min 1 s              |
| 10e                      | Rigoberto Urán           | Colombie                 | Cannondale               | + 1 min 16 s             |
| modifier                 |                          |                          |                          |                          |

### Classements annexes
| Classement de la montagne | Classement de la montagne | Classement de la montagne | Classement de la montagne | Classement de la montagne |
| ------------------------- | ------------------------- | ------------------------- | ------------------------- | ------------------------- |
|                           | Coureur                   | Pays                      | Équipe                    | Point(s)                  |
| 1er                       | Thomas De Gendt           | Belgique                  | Lotto-Soudal              | 117 points                |
| 2e                        | Boris Dron                | Belgique                  | Wanty-Groupe Gobert       | 97 pts                    |
| 3e                        | Pieter Weening            | Pays-Bas                  | Roompot-Oranje Peloton    | 66 pts                    |
| modifier                  |                           |                           |                           |                           |

| Classement des sprints | Classement des sprints | Classement des sprints | Classement des sprints | Classement des sprints |
| ---------------------- | ---------------------- | ---------------------- | ---------------------- | ---------------------- |
|                        | Coureur                | Pays                   | Équipe                 | Point(s)               |
| 1er                    | Thomas De Gendt        | Belgique               | Lotto-Soudal           | 15 points              |
| 2e                     | Koen Bouwman           | Pays-Bas               | Lotto NL-Jumbo         | 9 pts                  |
| 3e                     | Daniel Martin          | Irlande                | Etixx-Quick Step       | 7 pts                  |
| modifier               |                        |                        |                        |                        |

| Classement du meilleur jeune | Classement du meilleur jeune | Classement du meilleur jeune | Classement du meilleur jeune | Classement du meilleur jeune |
|                              | Coureur                      | Pays                         | Équipe                       | Temps                        |
| ---------------------------- | ---------------------------- | ---------------------------- | ---------------------------- | ---------------------------- |
| 1er                          | Hugh Carthy                  | Royaume-Uni                  | Caja Rural-Seguros RGA       | en 30 h 51 min 20 s          |
| 2e                           | Davide Formolo               | Italie                       | Cannondale                   | + 44 s                       |
| 3e                           | Louis Vervaeke               | Belgique                     | Lotto-Soudal                 | + 1 min 11 s                 |
| modifier                     |                              |                              |                              |                              |

| Classement par équipes | Classement par équipes | Classement par équipes | Classement par équipes |
|                        | Équipe                 | Pays                   | Temps                  |
| ---------------------- | ---------------------- | ---------------------- | ---------------------- |
| 1re                    | BMC Racing             | États-Unis             | en 92 h 34 min 46 s    |
| 2e                     | Cannondale             | États-Unis             | + 1 min 8 s            |
| 3e                     | Katusha                | Russie                 | + 4 min 22 s           |
| modifier               |                        |                        |                        |

### UCI World Tour
Ce Tour de Catalogne attribue des points pour l'UCI World Tour 2016, par équipes uniquement aux équipes ayant un label WorldTeam, individuellement uniquement aux coureurs des équipes ayant un label WorldTeam.
| Position           | 1er | 2e | 3e | 4e | 5e | 6e | 7e | 8e | 9e | 10e |
| Classement général | 100 | 80 | 70 | 60 | 50 | 40 | 30 | 20 | 10 | 4   |
| Par étape          | 6   | 4  | 2  | 1  | 1  |    |    |    |    |     |

| Rang | Coureur             | Équipe           | Points |
| ---- | ------------------- | ---------------- | ------ |
| 1    | Nairo Quintana      | Movistar         | 104    |
| 2    | Alberto Contador    | Tinkoff          | 85     |
| 3    | Daniel Martin       | Etixx-Quick Step | 76     |
| 4    | Richie Porte        | BMC Racing       | 63     |
| 5    | Tejay van Garderen  | BMC Racing       | 52     |
| 6    | Romain Bardet       | AG2R La Mondiale | 42     |
| 7    | Ilnur Zakarin       | Katusha          | 30     |
| 8    | Christopher Froome  | Sky              | 20     |
| 9    | Alexey Tsatevitch   | Katusha          | 8      |
| 10   | Wout Poels          | Sky              | 7      |
| 11   | Davide Cimolai      | Lampre-Merida    | 6      |
| 11   | Thomas De Gendt     | Lotto-Soudal     | 6      |
| 13   | Nikias Arndt        | Giant-Alpecin    | 4      |
| 13   | Dario Cataldo       | Astana           | 4      |
| 13   | Daryl Impey         | Orica-GreenEDGE  | 4      |
| 13   | Gianni Meersman     | Etixx-Quick Step | 4      |
| 13   | Primož Roglič       | Lotto NL-Jumbo   | 4      |
| 13   | Ben Swift           | Sky              | 4      |
| 13   | Rigoberto Urán      | Cannondale       | 4      |
| 20   | Philippe Gilbert    | BMC Racing       | 2      |
| 20   | Jarlinson Pantano   | IAM              | 2      |
| 20   | Tosh Van der Sande  | Lotto-Soudal     | 2      |
| 23   | Simon Gerrans       | Orica-GreenEDGE  | 1      |
| 23   | Kanstantsin Siutsou | Dimension Data   | 1      |
| 23   | Carlos Verona       | Etixx-Quick Step | 1      |

#### Classement individuel
Ci-dessous, le classement individuel de l'UCI World Tour à l'issue de la course et de Gand-Wevelgem qui se termine le même jour,.
| Rang | Coureur            | Équipe          | Points |
| ---- | ------------------ | --------------- | ------ |
| 1    | Peter Sagan        | Tinkoff         | 229    |
| 2    | Richie Porte       | BMC Racing      | 222    |
| 3    | Alberto Contador   | Tinkoff         | 171    |
| 4    | Greg Van Avermaet  | BMC Racing      | 162    |
| 5    | Arnaud Démare      | FDJ             | 137    |
| 6    | Sergio Henao       | Sky             | 115    |
| 7    | Simon Gerrans      | Orica-GreenEDGE | 113    |
| 8    | Nairo Quintana     | Movistar        | 104    |
| 9    | Geraint Thomas     | Sky             | 104    |
| 10   | Michał Kwiatkowski | Sky             | 102    |

#### Classement par pays
Ci-dessous, le classement par pays de l'UCI World Tour à l'issue de la course et de Gand-Wevelgem qui se termine le même jour ainsi que le classement actualisé à la suite de l'annulation des résultats du Britannique Simon Yates (Orica-GreenEDGE) sur Paris-Nice.
| Rang | Pays        | Points |
| ---- | ----------- | ------ |
| 1    | Australie   | 450    |
| 2    | Belgique    | 361    |
| 3    | Royaume-Uni | 297    |
| 4    | Espagne     | 284    |
| 5    | France      | 264    |
| 6    | Colombie    | 253    |
| 7    | Slovaquie   | 229    |
| 8    | Suisse      | 158    |
| 9    | Russie      | 155    |
| 10   | Pologne     | 103    |

| Rang | Pays        | Points |
| ---- | ----------- | ------ |
| 1    | Australie   | 450    |
| 2    | Belgique    | 361    |
| 3    | Espagne     | 284    |
| 4    | Royaume-Uni | 272    |
| 5    | France      | 264    |
| 6    | Colombie    | 253    |
| 7    | Slovaquie   | 229    |
| 8    | Suisse      | 158    |
| 9    | Russie      | 155    |
| 10   | Pologne     | 103    |

#### Classement par équipes
Ci-dessous, le classement par équipes de l'UCI World Tour à l'issue de la course et de Gand-Wevelgem qui se termine le même jour ainsi que le classement actualisé à la suite de l'annulation des résultats du Britannique Simon Yates (Orica-GreenEDGE) sur Paris-Nice.
| Rang | Équipe           | Points |
| ---- | ---------------- | ------ |
| 1    | Tinkoff          | 474    |
| 2    | Sky              | 463    |
| 3    | BMC Racing       | 448    |
| 4    | FDJ              | 262    |
| 5    | Etixx-Quick Step | 215    |
| 6    | Katusha          | 211    |
| 7    | Movistar         | 197    |
| 8    | Orica-GreenEDGE  | 181    |
| 9    | Lotto-Soudal     | 146    |
| 10   | Trek-Segafredo   | 134    |

| Rang | Équipe           | Points |
| ---- | ---------------- | ------ |
| 1    | Tinkoff          | 474    |
| 2    | Sky              | 463    |
| 3    | BMC Racing       | 448    |
| 4    | FDJ              | 262    |
| 5    | Etixx-Quick Step | 215    |
| 6    | Katusha          | 211    |
| 7    | Movistar         | 197    |
| 8    | Orica-GreenEDGE  | 150    |
| 9    | Lotto-Soudal     | 146    |
| 10   | Trek-Segafredo   | 134    |

## Évolution des classements
| Étape              | Vainqueur          | Classement général | Classement de la montagne | Classement des sprints | Classement du meilleur jeune | Classement par équipes |
| ------------------ | ------------------ | ------------------ | ------------------------- | ---------------------- | ---------------------------- | ---------------------- |
| 1                  | Nacer Bouhanni     | Nacer Bouhanni     | Cameron Meyer             | Louis Vervaeke         | Louis Vervaeke               | Giant-Alpecin          |
| 2                  | Nacer Bouhanni     | Nacer Bouhanni     | Boris Dron                | Thomas De Gendt        | Louis Vervaeke               | Sky                    |
| 3                  | Daniel Martin      | Daniel Martin      | Boris Dron                | Koen Bouwman           | Davide Formolo               | BMC Racing             |
| 4                  | Thomas De Gendt    | Nairo Quintana     | Thomas De Gendt           | Thomas De Gendt        | Hugh Carthy                  | BMC Racing             |
| 5                  | Wout Poels         | Nairo Quintana     | Thomas De Gendt           | Thomas De Gendt        | Hugh Carthy                  | BMC Racing             |
| 6                  | Davide Cimolai     | Nairo Quintana     | Thomas De Gendt           | Thomas De Gendt        | Hugh Carthy                  | BMC Racing             |
| 7                  | Alexey Tsatevitch  | Nairo Quintana     | Thomas De Gendt           | Thomas De Gendt        | Hugh Carthy                  | BMC Racing             |
| Classements finals | Classements finals | Nairo Quintana     | Thomas De Gendt           | Thomas De Gendt        | Hugh Carthy                  | BMC Racing             |

## Liste des participants
- Liste de départ complète

| Légende                          | Légende                                                                                                  | Légende                                | Légende                                                                                                  |
| -------------------------------- | --- | -------------------------------------- | --- |
| Num                              | Dossard de départ porté par le coureur sur ce Tour de Catalogne                                          | Pos                                    | Position finale au classement général                                                                    |
| Leader du classement général     | Indique le vainqueur du classement général                                                               | Leader du classement de la montagne    | Indique le vainqueur du classement de la montagne                                                        |
| Leader du classement des sprints | Indique le vainqueur du classement des sprints                                                           | Leader du classement du meilleur jeune | Indique le vainqueur du classement du meilleur jeune                                                     |
|                                  | Indique un maillot de champion national ou mondial, suivi de sa spécialité                               | #                                      | Indique la meilleure équipe                                                                              |
| NP                               | Indique un coureur qui n'a pas pris le départ d'une étape, suivi du numéro de l'étape où il s'est retiré | AB                                     | Indique un coureur qui n'a pas terminé une étape, suivi du numéro de l'étape où il s'est retiré          |
| HD                               | Indique un coureur qui a terminé une étape hors des délais, suivi du numéro de l'étape                   | *                                      | Indique un coureur en lice pour le classement du meilleur jeune (coureurs nés après le 1er janvier 1991) |

| BMC Racing # BMC                  | BMC Racing # BMC         | BMC Racing # BMC |
| --------------------------------- | ------------------------ | ---------------- |
| Num                               | Coureur                  | Pos              |
| 1                                 | Richie Porte (AUS)       | 4e               |
| 2                                 | Philippe Gilbert (BEL)   | AB-7             |
| 3                                 | Rohan Dennis (AUS)       | NP-2             |
| 4                                 | Tejay van Garderen (USA) | 5e               |
| 5                                 | Ben Hermans (BEL)        | 86e              |
| 6                                 | Darwin Atapuma (COL)     | 33e              |
| 7                                 | Samuel Sánchez (ESP)     | 29e              |
| 8                                 | Brent Bookwalter (USA)   | 53e              |
| Directeur sportif : Yvon Ledanois |                          |                  |

| Movistar MOV                          | Movistar MOV                   | Movistar MOV |
| ------------------------------------- | ------------------------------ | ------------ |
| Num                                   | Coureur                        | Pos          |
| 11                                    | Nairo Quintana (COL)           | 1er          |
| 12                                    | Rubén Fernández Andújar (ESP)* | AB-3         |
| 13                                    | Winner Anacona (COL)           | 23e          |
| 14                                    | Imanol Erviti (ESP)            | 64e          |
| 15                                    | José Herrada (ESP)             | NP-7         |
| 16                                    | Javier Moreno (ESP)            | AB-7         |
| 17                                    | Dayer Quintana (COL)*          | AB-7         |
| 18                                    | Marc Soler (ESP)*              | AB-7         |
| Directeur sportif : José Luis Arrieta |                                |              |

| Katusha KAT                          | Katusha KAT             | Katusha KAT |
| ------------------------------------ | ----------------------- | ----------- |
| Num                                  | Coureur                 | Pos         |
| 21                                   | Joaquim Rodríguez (ESP) | 11e         |
| 22                                   | Ilnur Zakarin (RUS)     | 7e          |
| 23                                   | Alexey Tsatevitch (RUS) | 69e         |
| 24                                   | Rein Taaramäe (EST)     | 59e         |
| 25                                   | Pavel Kochetkov (RUS)   | 74e         |
| 26                                   | Matvey Mamykin (RUS)*   | 87e         |
| 27                                   | Anton Vorobyev (RUS)    | AB-7        |
| 28                                   | Alberto Losada (ESP)    | NP-6        |
| Directeur sportif : Dimitri Konyshev |                         |             |

| Sky SKY                            | Sky SKY                  | Sky SKY |
| ---------------------------------- | ------------------------ | ------- |
| Num                                | Coureur                  | Pos     |
| 31                                 | Christopher Froome (GBR) | 8e      |
| 32                                 | Geraint Thomas (GBR)     | NP-5    |
| 33                                 | Mikel Nieve (ESP)        | 12e     |
| 34                                 | Ben Swift (GBR)          | NP-6    |
| 35                                 | Wout Poels (NED)         | 34e     |
| 36                                 | Nicolas Roche (IRL)      | AB-7    |
| 37                                 | Vasil Kiryienka (BLR)    | 94e     |
| 38                                 | Ian Boswell (USA)*       | AB-4    |
| Directeur sportif : Nicolas Portal |                          |         |

| Etixx-Quick Step EQS           | Etixx-Quick Step EQS      | Etixx-Quick Step EQS |
| ------------------------------ | ------------------------- | -------------------- |
| Num                            | Coureur                   | Pos                  |
| 41                             | Daniel Martin (IRL)       | 3e                   |
| 42                             | Carlos Verona (ESP)*      | 27e                  |
| 43                             | Maxime Bouet (FRA)        | AB-7                 |
| 44                             | Gianni Meersman (BEL)     | 103e                 |
| 45                             | Laurens De Plus (BEL)*    | 50e                  |
| 46                             | Julian Alaphilippe (FRA)* | AB-7                 |
| 47                             | Petr Vakoč (CZE)* (Route) | 83e                  |
| 48                             | David de la Cruz (ESP)    | NP-5                 |
| Directeur sportif : Brian Holm |                           |                      |

| Astana AST                          | Astana AST                | Astana AST |
| ----------------------------------- | ------------------------- | ---------- |
| Num                                 | Coureur                   | Pos        |
| 51                                  | Fabio Aru (ITA)           | 14e        |
| 52                                  | Miguel Ángel López (COL)* | 42e        |
| 53                                  | Tanel Kangert (EST)       | 19e        |
| 54                                  | Paolo Tiralongo (ITA)     | 65e        |
| 55                                  | Dario Cataldo (ITA)       | 60e        |
| 56                                  | Davide Malacarne (ITA)    | 52e        |
| 57                                  | Andrey Zeits (KAZ)        | 40e        |
| 58                                  |                           |            |
| Directeur sportif : Alexandr Shefer |                           |            |

| Tinkoff TNK                         | Tinkoff TNK                    | Tinkoff TNK |
| ----------------------------------- | ------------------------------ | ----------- |
| Num                                 | Coureur                        | Pos         |
| 61                                  | Alberto Contador (ESP)         | 2e          |
| 62                                  | Yury Trofimov (RUS) (Route)    | 45e         |
| 63                                  | Jesper Hansen (DEN)            | NP-6        |
| 64                                  | Jesús Hernández Blázquez (ESP) | AB-7        |
| 65                                  | Matteo Tosatto (ITA)           | AB-7        |
| 66                                  | Evgueni Petrov (RUS)           | AB-7        |
| 67                                  | Paweł Poljański (POL)          | AB-4        |
| 68                                  | Ivan Rovny (RUS)               | AB-7        |
| Directeur sportif : Steven de Jongh |                                |             |

| Orica-GreenEDGE OGE               | Orica-GreenEDGE OGE   | Orica-GreenEDGE OGE |
| --------------------------------- | --------------------- | ------------------- |
| Num                               | Coureur               | Pos                 |
| 71                                | Esteban Chaves (COL)  | 48e                 |
| 72                                | Daryl Impey (RSA)     | 84e                 |
| 73                                | Rubén Plaza (ESP)     | 57e                 |
| 74                                | Simon Gerrans (AUS)   | 88e                 |
| 75                                | Damien Howson (AUS)*  | AB-7                |
| 76                                | Christian Meier (CAN) | NP-6                |
| 77                                | Jack Haig (AUS)*      | 61e                 |
| 78                                | Amets Txurruka (ESP)  | 91e                 |
| Directeur sportif : Neil Stephens |                       |                     |

| Lotto-Soudal LTS                | Lotto-Soudal LTS                | Lotto-Soudal LTS |
| ------------------------------- | ------------------------------- | ---------------- |
| Num                             | Coureur                         | Pos              |
| 81                              | Bart De Clercq (BEL)            | 25e              |
| 82                              | Rafael Valls (ESP)              | AB-4             |
| 83                              | Tosh Van der Sande (BEL)        | 105e             |
| 84                              | Sander Armée (BEL)              | 89e              |
| 85                              | Thomas De Gendt (BEL)           | 68e              |
| 86                              | Kris Boeckmans (BEL)            | AB-1             |
| 87                              | Tomasz Marczyński (POL) (Route) | AB-4             |
| 88                              | Louis Vervaeke (BEL)*           | 20e              |
| Directeur sportif : Mario Aerts |                                 |                  |

| Giant-Alpecin TGA                   | Giant-Alpecin TGA         | Giant-Alpecin TGA |
| ----------------------------------- | ------------------------- | ----------------- |
| Num                                 | Coureur                   | Pos               |
| 91                                  | Tom Dumoulin (NED)        | AB-3              |
| 92                                  | Warren Barguil (FRA)*     | 22e               |
| 93                                  | Nikias Arndt (GER)*       | 122e              |
| 94                                  | Johannes Fröhlinger (GER) | 116e              |
| 95                                  | Tobias Ludvigsson (SWE)*  | 49e               |
| 96                                  | Sindre Lunke (NOR)*       | 113e              |
| 97                                  | Georg Preidler (AUT)      | 54e               |
| 98                                  | Laurens ten Dam (NED)     | 80e               |
| Directeur sportif : Morten Bennekou |                           |                   |

| AG2R La Mondiale ALM              | AG2R La Mondiale ALM      | AG2R La Mondiale ALM |
| --------------------------------- | ------------------------- | -------------------- |
| Num                               | Coureur                   | Pos                  |
| 101                               | Domenico Pozzovivo (ITA)  | 17e                  |
| 102                               | Romain Bardet (FRA)       | 6e                   |
| 103                               | Mikaël Cherel (FRA)       | 79e                  |
| 104                               | Guillaume Bonnafond (FRA) | AB-3                 |
| 105                               | Hubert Dupont (FRA)       | 32e                  |
| 106                               | Ben Gastauer (LUX)        | 55e                  |
| 107                               | Axel Domont (FRA)         | 96e                  |
| 108                               | Sébastien Minard (FRA)    | 102e                 |
| Directeur sportif : Didier Jannel |                           |                      |

| Lampre-Merida LAM                 | Lampre-Merida LAM           | Lampre-Merida LAM |
| --------------------------------- | --------------------------- | ----------------- |
| Num                               | Coureur                     | Pos               |
| 111                               | Davide Cimolai (ITA)        | AB-7              |
| 112                               | Jan Polanc (SLO)*           | 78e               |
| 113                               | Ilia Koshevoy (BLR)*        | 111e              |
| 114                               | Kristijan Đurasek (CRO)     | 63e               |
| 115                               | Tsgabu Grmay (ETH)* (Route) | 51e               |
| 116                               | Louis Meintjes (RSA)*       | NP-4              |
| 117                               | Matej Mohorič (SLO)*        | 117e              |
| 118                               | Matteo Bono (ITA)           | AB-7              |
| Directeur sportif : Orlando Maini |                             |                   |

| Trek-Segafredo TFS                 | Trek-Segafredo TFS     | Trek-Segafredo TFS |
| ---------------------------------- | ---------------------- | ------------------ |
| Num                                | Coureur                | Pos                |
| 121                                | Ryder Hesjedal (CAN)   | 126e               |
| 122                                | Haimar Zubeldia (ESP)  | 30e                |
| 123                                | Julián Arredondo (COL) | NP-3               |
| 124                                | Eugenio Alafaci (ITA)  | AB-7               |
| 125                                | Julien Bernard (FRA)*  | 110e               |
| 126                                | Kiel Reijnen (USA)     | 114e               |
| 127                                | Peter Stetina (USA)    | 76e                |
| 128                                | Riccardo Zoidl (AUT)   | 62e                |
| Directeur sportif : Alain Gallopin |                        |                    |

| Lotto NL-Jumbo TLJ              | Lotto NL-Jumbo TLJ       | Lotto NL-Jumbo TLJ |
| ------------------------------- | ------------------------ | ------------------ |
| Num                             | Coureur                  | Pos                |
| 131                             | Robert Gesink (NED)      | 26e                |
| 132                             | Wilco Kelderman (NED)    | AB-1               |
| 133                             | Steven Kruijswijk (NED)  | 39e                |
| 134                             | Bert-Jan Lindeman (NED)* | 90e                |
| 135                             | Koen Bouwman (NED)*      | 100e               |
| 136                             | Martijn Keizer (NED)     | 115e               |
| 137                             | Primož Roglič (SLO)      | 44e                |
| 138                             | Alexey Vermeulen (USA)*  | 97e                |
| Directeur sportif : Addy Engels |                          |                    |

| FDJ                                 | FDJ                             | FDJ  |
| ----------------------------------- | ------------------------------- | ---- |
| Num                                 | Coureur                         | Pos  |
| 141                                 | Kévin Réza (FRA)                | 99e  |
| 142                                 | Sébastien Chavanel (FRA)        | AB-3 |
| 143                                 | Arnaud Courteille (FRA)         | 58e  |
| 144                                 | Pierre-Henri Lecuisinier (FRA)* | 66e  |
| 145                                 | Jérémy Maison (FRA)*            | 95e  |
| 146                                 | Lorrenzo Manzin (FRA)*          | AB-7 |
| 147                                 | Cédric Pineau (FRA)             | AB-7 |
| 148                                 | Benoît Vaugrenard (FRA)         | 124e |
| Directeur sportif : Thierry Bricaud |                                 |      |

| Cannondale CPT                   | Cannondale CPT        | Cannondale CPT |
| -------------------------------- | --------------------- | -------------- |
| Num                              | Coureur               | Pos            |
| 151                              | Rigoberto Urán (COL)  | 10e            |
| 152                              | Benjamin King (USA)   | 112e           |
| 153                              | Davide Formolo (ITA)* | 15e            |
| 154                              | André Cardoso (POR)   | 36e            |
| 155                              | Nathan Brown (USA)*   | 46e            |
| 156                              | Joe Dombrowski (USA)* | 37e            |
| 157                              | Alex Howes (USA)      | 108e           |
| 158                              | Michael Woods (CAN)   | 18e            |
| Directeur sportif : Johnny Weltz |                       |                |

| IAM                                 | IAM                       | IAM  |
| ----------------------------------- | ------------------------- | ---- |
| Num                                 | Coureur                   | Pos  |
| 161                                 | Mathias Frank (SUI)       | 28e  |
| 162                                 | Martin Elmiger (SUI)      | NP-6 |
| 163                                 | Jarlinson Pantano (COL)   | 16e  |
| 164                                 | Jonas Van Genechten (BEL) | 120e |
| 165                                 | Stef Clement (NED)        | AB-7 |
| 166                                 | Lawrence Warbasse (USA)   | 38e  |
| 167                                 | Marcel Wyss (SUI)         | AB-6 |
| 168                                 | Oliver Zaugg (SUI)        | 98e  |
| Directeur sportif : Kjell Carlström |                           |      |

| Dimension Data DDD                 | Dimension Data DDD        | Dimension Data DDD |
| ---------------------------------- | ------------------------- | ------------------ |
| Num                                | Coureur                   | Pos                |
| 171                                | Igor Antón (ESP)          | NP-7               |
| 172                                | Bernhard Eisel (AUT)      | AB-7               |
| 173                                | Omar Fraile (ESP)         | NP-3               |
| 174                                | Merhawi Kudus (ERI)*      | 21e                |
| 175                                | Cameron Meyer (AUS)       | 106e               |
| 176                                | Adrien Niyonshuti (RWA)   | AB-3               |
| 177                                | Kanstantsin Siutsou (BLR) | 75e                |
| 178                                | Johann van Zyl (RSA)*     | 119e               |
| Directeur sportif : Alex Sans Vega |                           |                    |

| Caja Rural-Seguros RGA CJR             | Caja Rural-Seguros RGA CJR | Caja Rural-Seguros RGA CJR |
| -------------------------------------- | -------------------------- | -------------------------- |
| Num                                    | Coureur                    | Pos                        |
| 181                                    | Javier Aramendia (ESP)     | AB-6                       |
| 182                                    | David Arroyo (ESP)         | 31e                        |
| 183                                    | Carlos Barbero (ESP)*      | 93e                        |
| 184                                    | Hugh Carthy (GBR)*         | 9e                         |
| 185                                    | Lluís Mas (ESP)            | 104e                       |
| 186                                    | Antonio Molina (ESP)*      | 24e                        |
| 187                                    | Sergio Pardilla (ESP)      | 43e                        |
| 188                                    | Eduard Prades (ESP)        | 72e                        |
| Directeur sportif : Eugenio Goikoetxea |                            |                            |

| Cofidis COF                     | Cofidis COF             | Cofidis COF |
| ------------------------------- | ----------------------- | ----------- |
| Num                             | Coureur                 | Pos         |
| 191                             | Borut Božič (SLO)       | AB-7        |
| 192                             | Nacer Bouhanni (FRA)    | AB-3        |
| 193                             | Romain Hardy (FRA)      | AB-7        |
| 194                             | Nicolas Edet (FRA)      | 81e         |
| 195                             | Rudy Molard (FRA)       | 41e         |
| 196                             | Daniel Navarro (ESP)    | 13e         |
| 197                             | Stéphane Rossetto (FRA) | 118e        |
| 198                             | Geoffrey Soupe (FRA)    | AB-7        |
| Directeur sportif : Didier Rous |                         |             |

| CCC Sprandi Polkowice CCC              | CCC Sprandi Polkowice CCC  | CCC Sprandi Polkowice CCC |
| -------------------------------------- | -------------------------- | ------------------------- |
| Num                                    | Coureur                    | Pos                       |
| 201                                    | Davide Rebellin (ITA)      | 71e                       |
| 202                                    | Víctor de la Parte (ESP)   | AB-7                      |
| 203                                    | Jan Hirt (CZE)*            | AB-7                      |
| 204                                    | Felix Großschartner (AUT)* | 92e                       |
| 205                                    | Marcin Mrożek (POL)*       | AB-7                      |
| 206                                    | Łukasz Owsian (POL)        | 85e                       |
| 207                                    | Sylwester Szmyd (POL)      | 82e                       |
| 208                                    | Mateusz Taciak (POL)       | AB-3                      |
| Directeur sportif : Gabriele Missaglia |                            |                           |

| Roompot-Oranje Peloton ROP               | Roompot-Oranje Peloton ROP | Roompot-Oranje Peloton ROP |
| ---------------------------------------- | -------------------------- | -------------------------- |
| Num                                      | Coureur                    | Pos                        |
| 211                                      | Huub Duyn (NED)            | 67e                        |
| 212                                      | Reinier Honig (NED)        | 125e                       |
| 213                                      | Johnny Hoogerland (NED)    | NP-4                       |
| 214                                      | Maurits Lammertink (NED)   | 73e                        |
| 215                                      | Antwan Tolhoek (NED)*      | 123e                       |
| 216                                      | Nick van der Lijke (NED)*  | AB-4                       |
| 217                                      | Etienne van Empel (NED)*   | AB-5                       |
| 218                                      | Pieter Weening (NED)       | 56e                        |
| Directeur sportif : Jean-Paul van Poppel |                            |                            |

| Verva ActiveJet VAT               | Verva ActiveJet VAT   | Verva ActiveJet VAT |
| --------------------------------- | --------------------- | ------------------- |
| Num                               | Coureur               | Pos                 |
| 221                               | Paweł Cieślik (POL)   | AB-6                |
| 222                               | Paweł Franczak (POL)* | AB-7                |
| 223                               | Kamil Gradek (POL)    | AB-3                |
| 224                               | Karel Hník (CZE)*     | 77e                 |
| 225                               | Jonas Koch (GER)*     | 121e                |
| 226                               | Jiří Polnický (CZE)   | AB-7                |
| 227                               | Adam Stachowiak (POL) | 107e                |
| 228                               | Jordi Simón (ESP)     | NP-5                |
| Directeur sportif : Piotr Kosmala |                       |                     |

| Wanty-Groupe Gobert WGG                | Wanty-Groupe Gobert WGG  | Wanty-Groupe Gobert WGG |
| -------------------------------------- | ------------------------ | ----------------------- |
| Num                                    | Coureur                  | Pos                     |
| 231                                    | Enrico Gasparotto (ITA)  | 35e                     |
| 232                                    | Jérôme Baugnies (BEL)    | AB-7                    |
| 233                                    | Gaëtan Bille (BEL)       | AB-7                    |
| 234                                    | Thomas Degand (BEL)      | AB-7                    |
| 235                                    | Frederik Veuchelen (BEL) | 101e                    |
| 236                                    | Boris Dron (BEL)         | 109e                    |
| 237                                    | Marco Minnaard (NED)     | 70e                     |
| 238                                    | Björn Thurau (GER)       | 47e                     |
| Directeur sportif : Roger Van De Maele |                          |                         |